# Hetedhét gyerekhíradó
A Hetedhét gyerekhíradó, (vagy eredeti, első nevén Gyerekhíradó) az M2 gyerekhíradója, amely kifejezetten a világot még csak most felfedező, kisebb gyerekek számára készült minden hétköznap.

## Történet
A műsor 2012. december 22-én került képernyőre először Gyerekhíradó címmel. Kezdettől fogva névötleteket vártak a híradó nevére, amely később így Hetedhét gyerekhíradó lett. A műsort gyerekek vezetik, és a legtöbb híradóval ellentétben nem élőben, hanem felvételről megy.
2015. március 16. óta hétköznap kerül adásba.
2017-ben a Hetedhét Kaland című műsor váltotta fel, amely egy-egy, rendszerint történelmi témát dolgoz fel, játékos formában.

## Témák
A híradó főleg gyerekeknek szóló témákat dolgoz fel, melyek nem feltétlenül Magyarország, hanem a világ eseményeiről szólnak. Többek között állatok születését, kisebb kulisszatitkokat láthatnak a kis nézők.

## Hetedhét kukta, barkács
A Hetedhét Gyerekhíradót nyári szünetelésének idejére valamilyen alműsor váltja fel. Ebben rendszerint olyan dolgok elkészítését tanulhatják meg a nézők, amelyekhez nem feltétlenül, vagy csak kismértékben szükséges szüleik segítsége.